# Fabien Claude
Fabien Claude (n. 22 decembrie 1994, Épinal, Lorraine⁠(d), Franța) este un biatlonist ce a reprezentat Franța, medaliat olimpic. A participat la o ediție a Jocurilor Olimpice (2022) în care a câștigat o medalie de argint.